# Keanu Pinder
Keanu Pinder (ur. 28 maja 1995 w Derby) – australijski koszykarz grający na pozycji silnego skrzydłowego, młodzieżowy i akademicki reprezentant kraju, obecnie zawodnik Adelaide 36ers.
W 2013 i 2014 wziął udział w turnieju Adidas Nations (8. miejsce).
25 sierpnia 2018 został zawodnikiem Legii Warszawa.
2 lipca 2020 zawarł umowę z Adelaide 36ers.
Jego ojciec – Kendall „Tiny” Pinder był także zawodowym koszykarzem, występował w australijskiej lidze NBL, gdzie reprezentował Sydney Supersonics i Perth Wildcats, zaliczył też epizod z Harlem Globetrotters.

## Osiągnięcia
Stan na 6 lipca 2020, na podstawie, o ile nie zaznaczono inaczej.
NJCAA
- Wicemistrz NJCAA (2016)
- Zaliczony do I składu turnieju NJCAA (2016)

NCAA
- Uczestnik rozgrywek:
  - Sweet 16 turnieju NCAA (2017)
  - turnieju NCAA (2017, 2018)
- Mistrz:
  - turnieju konferencji Pac-12 (2017, 2018)
  - sezonu zasadniczego Pac-12 (2017, 2018)

Reprezentacja
- Uczestnik:
  - uniwersjady (2015 – 10. miejsce)
  - mistrzostw świata U–19 (2013 – 4. miejsce)